# Павлове (Великолуцький район)
Павлове (рос. Павлово) — село у Великолуцькому районі Псковської області Російської Федерації. Входить до складу Борковської волості.

## Географія
Село розташоване на південному заході району, за 12 км на північний схід від волосного центру села Борки та за 41 км на північний захід від центру міста Великі Луки.

## Клімат
Клімат села помірно-континентальний, з м'якою зимою та теплим літом. Опадів більше випадає влітку і на початку осені.

## Населення
Станом на 2010 рік чисельність населення села — 4 особи.
| 2000 | 2010 |
| ▬ 3  | ▲ 4  |